# Tanácsok Országos Gyűlése
A Tanácsok Országos Gyűlése (néhol Szövetséges Tanácsok Országos Gyűlése, rövidítve leginkább: TOGY) a Magyarországi Tanácsköztársaság népképviseleti szerve (parlamentje) volt, mely az 1919. április 7-8-án megtartott választások után a hadi események miatt csak június 14-én ült össze és működött egészen a Tanácsköztársaság teljes bukásáig, azaz augusztus 6-áig. Nem közvetlenül választott testület volt, tagjait az egyes megyei, illetve a városi tanácsok, valamint a szakszervezetek delegálták; 50 ezer választásra jogosult lakosonként egyet-egyet. A (378 – köztük hét női tagból álló) TOGY mindössze egyszer ülhetett össze, akkor viszont közel tíz napig ülésezett június 14-e és 23-a között.

## Története

### Előzmények
Az őszirózsás forradalom győzelmével számtalan országgyűlési képviselő mondott le mandátumáról, amivel a parlament gyakorlatilag működésképtelenné vált. Ennek hatására alakították meg az eseményekkel szimpatizáló képviselők a Magyar Nemzeti Tanácsot, ami az új (nép)köztársaság törvényhozó szerve lett egészen 1919. március 21-éig, a kommunisták hatalomátvételéig. Noha Károlyi Mihály és köre személyében a korabeli választási rendszert élesen bíráló, a mai modern általános választójogot képviselő kormány került hatalomra, tartva a választási elmérgesedésétől mégsem írtak ki választásokat fennállásuk alatt, ugyanakkor viszont az Országgyűlés sem működött, feladatait a Magyar Nemzeti Tanács látta el.
1919. március 21-én aztán Kunfi Zsigmond és Kun Béla puccsszerűen eltávolították Károlyit a hatalomból és a Nemzeti Tanács helyére a budapesti munkás- és katonatanács állt, ami saját ülésén proklamálta a Tanácsköztársaságot és vezette be a proletárdiktatúrát, valamint megágyazta a terepet a még aznap megalakult Forradalmi Kormányzótanácsnak. Ez utóbbi aztán egyszerre működött kormányként és törvényhozó, sőt, alkotmányozó szervezetként is.
Még a Nemzeti Tanács hozta meg a XXV. néptörvényt március elején, ami általános választásokat írt ki április 13-ára. Az ország közigazgatása hivatalosan 1919 januárja óta különböző tanácsok rendszeréből állt, így a népképviselet megvolt ugyan, de ezek még nem mindenhol voltak választottak. Ennek megoldására 1919. április 7-8-a körül (itt-ott 1-2 nap eltéréssel) helyi tanácsi választásokat tartottak, amikről a kommunista ideológia alapján a választható és a választópolgárok közül kizártak mindenkit, aki tőkésnek, vagy általában a régi rendszer hívének, kiszolgálójának, vagy (haszon)élvezőjének számított, számíthatott. Magyarország történetében ezen a (későbbiekben el nem ismert) választáson szavazhattak először a nők is, igaz csak elenyésző részük élt vele, néhol pedig még ennek ellenére sem engedték őket az urnákhoz a szavazás „komolyságát” féltve.
A törvény szerint ennek lezajlása után nem több, mint egy héttel kellett a helyi tanácsoknak kijelölni a megyei tanácsok tagjait, akik aztán kiegészülve a városi tanácsokkal maguk közül delegálhatták a Tanácsok Országos Gyűlése (azaz a parlament) tagjait; 50 ezer választásra jogosult lakosonként egyet. Ebben a rendszerben a budapesti tanácsnak irreálisan nagy ereje lett, ami sok mindenben megnyilvánult; például ennek az ülésén határozták el a Tanácsköztársaság kikiáltását, majd megszűntét is. Mivel a megyei tanácstagok visszahívhatóak voltak, s a helyi tanácsok éltek is ezen jogukkal, a magasabb tanácsok névsora gyakran cserélődött, sőt, néhol új választást is elrendeltek. Mandátumuk egységesen mindössze fél évre szólt (ezt hosszú távon is így gondolták).

### Tevékenysége
A Tanácsok Országos Gyűlése az országban uralkodó állapotok miatt csak kijelölése után közel két hónappal, június 14-én tudott először (és egyetlen alkalommal) összeülni, akkor viszont tíz napig egyfolytában ülésezett. Hosszas viták után kisebb módosításokkal elfogadta Rónai Zoltán által előterjesztett, s a Forradalmi Kormányzótanács által kidolgozott új alkotmányt (június 23-án), amiben rögzítették az állam új elnevezését is: Magyarországi Szocialista Szövetséges Tanácsköztársaság. Ezen kívül éles hangú vitákban tárgyalták meg a Tanácsköztársaság kül-, és belpolitikáját és egyéb kérdéseket is. Éles vita alakult ki Kun Béla külpolitikai beszámolója kapcsán a Clemenceau-jegyzék elfogadásáról. A kommunisták és volt baloldali szociáldemokraták nagy része a jegyzék elutasítása mellett (!) foglalt állást, ám végül a határozatról a Forradalmi Kormányzótanácsnak kellett döntenie, amely elfogadta azt. Varga Jenő, Lengyel Gyula és Hamburger Jenő a tanácsállam gazdasági helyzetéről, Erdélyi Mór a közellátásról, Böhm Vilmos pedig a katonai helyzetről tartott beszámolót. A viták jegyzőkönyveit (kihagyva belőlük 1-2 utólag jobboldalinak titulált hozzászólást) még aznap közzétették.
Megválasztották a 150 tagú Szövetséges Központi Intéző Bizottságot (SZKIB), amelynek amellett, hogy a országos gyűlés ülésszakai között a TOGY funkcióit gyakorolja, feladatkörébe tartozott még a kormány kinevezése és felügyelete is, és ezzel teljessé vált a Tanácsköztársaság általuk megálmodott közigazgatási rendszere. A Tanácsok Országos Gyűlésének szerepe ezzel a törvények elfogadására, illetve a SZKIB összeállítására korlátozódott, a tényleges törvényhozói hatalma csekély volt. Ugyan kimondatlanul (nem nézték, ki milyen párthoz tartozik), de a TOGY egypárti (pontosabban két pártból gyúrt egypárti) parlament lett, mivel képviselőit közvetlen választás helyett a tanácsok maguk közül küldték, így gyakorlatilag kizárólag kommunisták (Kommunisták Magyarországi Pártja), illetve szociáldemokraták (Magyarországi Szociáldemokrata Párt) alkották, akik ekkorra már egyesültek a Magyarországi Szocialista Pártba.
Szintén a TOGY hagyta jóvá és ezzel emelte ténylegesen is törvényerőre a rendőrség és a csendőrség feloszlatását és helyébe a Vörös Őrség létrehozását, valamint az államosításokról és különböző, a rendszer számára fontos szociális kérdésekről is dönthetett. Június 23-án rekesztették be a gyűlést, ami többször már össze sem ült, de nem is ülhetett; alig több, mint egy hónappal később ugyanis Horthy és szövetségesei a román hadsereg hathatós segítségével megdöntötték a Tanácsköztársaságot.

## Tisztségviselők
A Tanácsok Országos Gyűlése Bogár Ignác elnöklete alatt a második ülésnapon, 1919. június 15-én megválasztotta tisztségviselőit.

### Kollektív elnökség
- Tiszteletbeli elnök: Vlagyimir Iljics Lenin

- Ágoston Péter (Budapest)
- Bokányi Dezső (Budapest)
- Kovács Miksa (Kaposvár)
- Pósz Jenő (Budapest)
- Szokob János (Esztergom)
- Urbán Lajos (Sárvár)

### Jegyzők
- Apáti Sándor (Újpest)
- Brunner József (Budapest)
- Csige István (Hajdu)
- Dobrovai Károly (Győr)
- Horvát Ödön (Sopron)
- ifj. Serbán János (Beregszász)